# Azure DevOps Server
Vous venez d’apposer le modèle de débat d'admissibilité.
Avant toute chose, veuillez créer la page de débat correspondante en cliquant ici.
- Une fois la page de vote initialisée, rafraîchissez cette page, et le bandeau prendra son aspect définitif.
- Si votre débat d'admissibilité est groupé (le motif et l’argumentation doivent être les mêmes), modifiez cette page pour ajouter au modèle le paramètre « cat » suivi du nom de la page de discussion de l’article pour lequel la page de débat existe déjà (ex. : cat=Discussion:Nom_de_l'autre_article). Ensuite, suivez les nouvelles instructions qui apparaissent.
- Vous pouvez également utiliser le paramètre « type » pour faciliter l’accès aux critères d’admissibilité. Exemple : {{suppression|type=mot-clé}}. Liste des mots-clés existants : fiction, musique, art visuel, fanzine, jeu de société, porno, sportif, association, enseignement, société, site web, route, nombre, (Liste complète ici).

| 1. | Créez la page de débat d'admissibilité.                                                                      | Sauvegardez d’abord la page pour l’initialiser puis indiquez votre motivation.             |
| 2. | Important : ajoutez une entrée dans la section Débat d'admissibilité du jour.                                | Utilisez ce texte : *{{L\|Azure DevOps Server}}                                            |
| 3. | Pensez à informer les contributeurs principaux de la page et les projets associés lorsque cela est possible. | Utilisez ce texte : {{subst:Avertissement débat d'admissibilité\|Azure DevOps Server}}~~~~ |

Pour les articles homonymes, voir TFS.
 (août 2020).
Si vous disposez d'ouvrages ou d'articles de référence ou si vous connaissez des sites web de qualité traitant du thème abordé ici, merci de compléter l'article en donnant les références utiles à sa vérifiabilité et en les liant à la section « Notes et références ».
Azure Devops Server, anciennement appelé Team Foundation Server (TFS), est une forge logicielle éditée par Microsoft permettant la gestion des sources, la gestion des builds, le suivi des éléments de travail, la planification, la gestion de projet et l'analyse des performances.
Il a pour but d'augmenter la productivité des développeurs, lesquels doivent utiliser la suite Visual Studio Team System (VSTS).

## Hébergements
Azure Devops est disponible en deux formats d'hébergement différents, l'auto-hébergement (Internet) (On-premise) ou cloud computing, c'est-à-dire l'hébergement par les serveurs de Microsoft.
Le code exécutant la plateforme cloud est la même que pour la version auto-hébergée avec quelques différences mineures.
Les nouvelles fonctionnalités sont ajoutés en premier à la plateforme cloud, puis sont déployées aux plateforme auto-hébergées dans un délai de 3 mois environ.

## Fonctionnalités

### Azure Boards
Azure Boards permet la planification et le suivi des tâches au sein d'équipes de développement. Il permet par exemple, la création d'user story, de tâches, de bugs ou encore de suivre la phase qualification logicielle.

### Gestion du code source
Azure Devops propose deux solutions de gestion du code source, sa solution de gestion du code source originelle Team Foundation Version Control (TFVC), et depuis la version TFS 2013 Git est proposé comme logiciel de gestion de versions.

### Azure Pipelines
Azure pipeline permet de générer, tester et déployer des applications logicielles à travers des fichiers de configuration XML.